# The Exploited
A The Exploited egy punk rock zenekar a brit punk második hullámából, 1979-ben alakult.

## Története
Oi! zenekarként kezdték, majd átalakultak gyorsabb street punk és hardcore punk zenekarrá. 1987 környékén (körülbelül a Death Before Dishonour megjelenésekor) váltottak crossover thrash zenekarrá. Edinburgh-ben alapította az exkatona Wattie Buchan, majd 1981 márciusában aláírták első lemezszerződésüket a Secret Records-szal, és kiadták első kislemezüket, az Army Life-ot. Az első nagylemezük, a Punks Not Dead a következő évben jelent meg. A rengeteg tagcsere ellenére a zenekarnak a mai napig rengeteg rajongója van világszerte. A zenekar bekerült a Top of the Pops nevű brit könnyűzenei tévéműsorba, amiről a Conflict zenekar egy dalt írt Exploitation címmel.

## Jelenlegi tagok
- Wattie Buchan – Ének
- Gav – Gitár
- Irish Rob – Basszusgitár
- Willie Buchan – Dob

## Korábbi tagok

### Gitár
- Hayboy (Steve) (1979-1980)
- “Big” John Duncan (1980-1983)
- Karl “Egghead” Morris (1983-1985)
- Mad Mick (1985)
- Nig (Nigel Swanson) (1987-1989)
- Gogs (Gordon Balfour) (1989-1991)
- Fraz (Fraser Rosetti) (1991-1995)
- Arf (Arthur Dalrymple) (1990)
- Jamie Buchan (1995-96)
- Robbie ( 2001 -2007)

### Basszusgitár
- Mark Patrizio (1979-1980)
- Gary MacCormack (1980-1983)
- Billy Dunn (1983-1984, 1996-1997)
- Wayne Tyas (1984-1985, 1986)
- “Deptford” John Armitage (1985-1986)
- Tony Lochiel (1986-1987)
- Smeeks (Mark Smellie) (1987-1993)
- Jim Gray (1993-1996)
- Dave Peggie (2002-2003)
- Mikie (2003- ?)

### Dob
- Jimbo (Jim Park) (1979)
- Dru Stix (Glen Campbell) (1979-1982)
- Danny Heatley (1982)
- Steve Roberts (1982)(Troops of Tomorrow album)
- Tony Martin (1989-1991)
- Reiner (1997)
- Willie Buchan (on and off since 1982)
- Ian purdie(pud) (1991-1992)

## Diszkográfia

### Stúdióalbumok
- Punk's Not Dead – 1981
- Troops of Tomorrow – 1982
- Let's Start a War (Said Maggie One Day) – 1983
- Horror Epics – 1985
- Death Before Dishonour – 1987
- The Massacre – 1990
- Beat the Bastards – 1996
- Fuck the System – 2003

### Kislemezek
- "Army Life" – 1980 (EP)
- "Exploited Barmy Army" – 1980 (EP)
- "Dogs of War" – 1981
- "Dead Cities" – 1981 (EP)
- "Attack/Alternative" – 1982
- "Computers Don't Blunder" – 1982
- "Troops of Tomorrow" – 1982
- "Rival Leaders" – 1983 (EP)

### Split albumok
- Don't Let 'Em Grind You Down (W/Anti-Pasti) – 1981
- Britannia Waives The Rules (W/Chron Gen & Infa Riot) – 1982
- Apocalypse Punk Tour 1981 (W/The Anti-Nowhere League, Chron Gen, Anti Pasti & Discharge) – 1992

### Élő albumok, Koncertfelvételek
- On Stage – 1981
- Live At The Whitehouse – 1985
- Live And Loud – 1987
- Live Lewd Lust – 1989
- Don't Forget The Chaos – 1992
- Live In Japan – 1994
- Apocalypse Tour (Limited Edition) – 1981

### EP lemezek
- Jesus Is Dead – 1986 (12")
- War Now – 1988 (12")

### Videófelvételek
- Live At The Palm Cove – 1983
- Sexual Favours – 1987
- The Exploited: 83-87 (1993)
- Live In Japan – 1993
- Alive At Leeds – 1995
- Rock and Roll Outlaws – 1995
- Buenos Aires 93 (1996)
- Beat 'Em All – 2004

### Válogatások
- Totally Exploited – 1984
- Castle Masters Collection – 1990
- Apocalypse '77 – 1992
- Singles Collection – 1993
- Dead Cities – 2000
- Punk Singles & Rarities 1980-83 (2001)
- The Best Of The Exploited – Twenty Five Years Of Anarchy And Chaos (2004)
- Complete Punk Singles Collection – 2005

### Egyéb Lemezek
- "Oi! – The Album" – 1980
- "Lords Of Oi!" – 1997

## Külső hivatkozások links
- Hivatalos weboldal
- Hivatalos MySpace oldal